# Червень (Тернопольская область)
Червень (укр. Червень) — село в Подгаецкой городской общине Тернопольского района Тернопольской области Украины.
До 2020 года входило в Подгаецкий район.
Население по переписи 2001 года составляло 207 человек. Почтовый индекс — 48034. Телефонный код — 3542.